# Исматулла
Исматулла (араб. عِصْمَةُ الله‎) — мужское мусульманское имя арабского происхождения, наиболее близкий перевод «Защита Аллаха».
- Исматулла Муслим (Ачекзай) — один из известных лидеров афганских муджахедов времён советско-афганской войны[1].
- Исматулла Максум — странствующий проповедник суфийского братства ясавийа, уроженец Пешавара широко известный в современном Казахстане[2].
- Исматулла Иргашев — посол Узбекистана в Азербайджане.